# 宮尾文也
宮尾 文也（みやお ぶんや、1960年4月14日 - ）は日本の実業家、株式会社レオパレス21代表取締役社長。

## 人物・経歴
生まれは北海道小樽市 だが、育ちは札幌市。北海道札幌西高等学校を経て、1983年早稲田大学第一文学部人文学科卒業。高校時代はラグビー部に所属。
1983年株式会社中道リース入社。1990年株式会社レオパレス21入社。2008年リゾート事業本部部長、2010年経営企画部長、2012年理事、2013年執行役員、2016年取締役執行役員、2018年取締役常務執行役員。
2019年施工不備に端を発した経営陣の刷新により代表取締役社長に就任。
本家は新潟県村上市に本社を置き、「〆張鶴」の銘柄で知られる宮尾酒造。分家で江戸時代に松前に近い吉岡（現在の渡島福島町の一部）に移住。